# Québecs-Frans
Québecs-Frans (Frans: français québécois) is een van de variëteiten van het Frans, gesproken door de meerderheid van de Franstaligen in Canada. Het is de dominante taal in de provincie Québec. Behalve in Québec wordt de taal ook gesproken door minderheden in New Brunswick en Ontario.
Het Québecs-Frans is de belangrijkste variëteit van het Canadees-Frans, al zijn er in het land nog andere, kleinere variëteiten van het Frans zoals het Acadisch-Frans en het Newfoundlands-Frans.

## Dialecten
Binnen het Québecs-Frans bestaan er nog vele dialecten, zoals het Joual van Montreal. In Québec wordt het Frans op school onderwezen, zij het met bepaalde lexicale afwijkingen. Het Office québécois de la langue française (OQLF) houdt zich bezig met de ontwikkeling van de taal, die op enkele punten van het Europese Frans kan afwijken.

## Verwensingen
Een nogal karakteristiek aspect van Québécois zijn de vloeken en verwensingen, die naast de ook in het Europese Frans voorkomende scatologische termen zoals merde ook een reeks zogenaamde sacrés kennen; profaniteiten gebaseerd op katholieke gebruiken, en die vaak specifiek het liturgisch vaatwerk op de hak nemen. Enkele veel gebruikte termen zijn Tabernacle (tabernakel), Ostie (hostie) en Câlice (Miskelk). De oorsprong ligt in de enorme invloed die de katholieke kerk in de overzeese gebieden had.